# Syngnathus
Genre
Syngnathus est un genre de poissons osseux qui sont communément appelés syngnathes, aiguilles ou vipères de mer.

## Description et caractéristiques

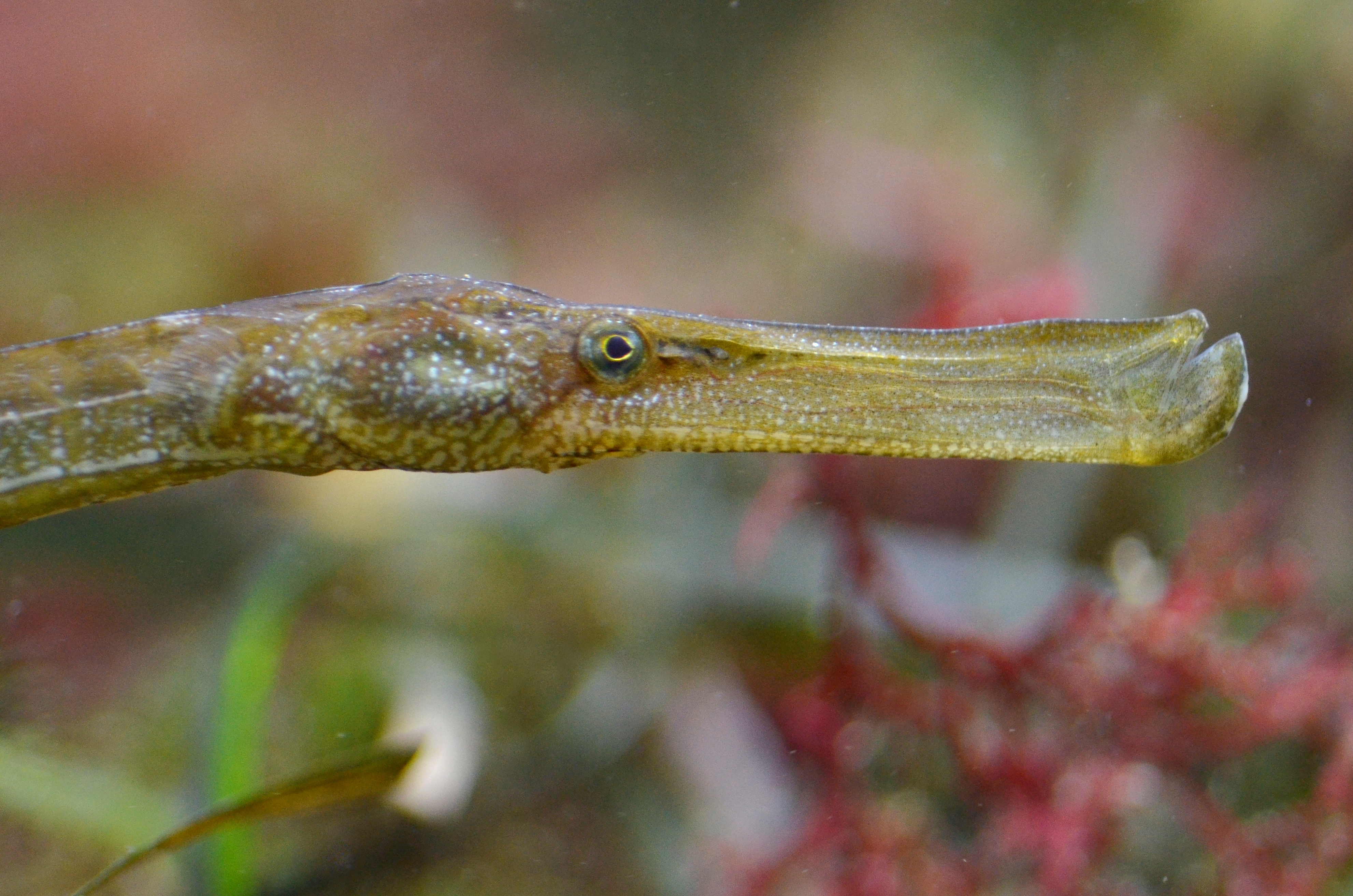
Tête de Syngnathus typhle.

Les syngnathes sont des « hippocampes droits » (les deux formes appartenant à la même famille des Syngnathidae) : leur corps est allongé et fin, et leur tête anguleuse se prolonge par un museau tubulaire, par lequel ils aspirent de petits animaux planctoniques. Les nageoires sont assez réduites, et la dorsale vibre très rapidement. L'ensemble est généralement mimétique des algues qui les environnent, dans lesquelles ils vivent et essaient de se fondre pour échapper aux prédateurs.

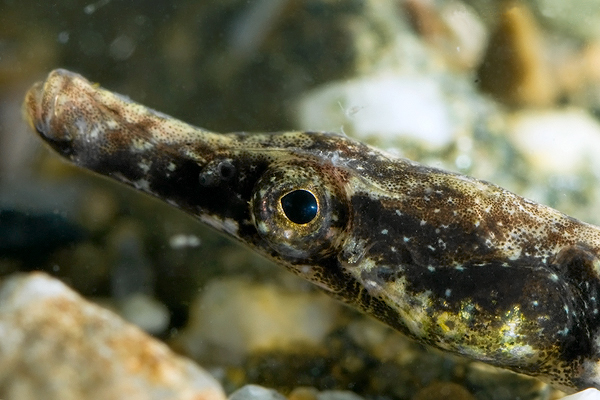
Tête de Syngnathus abaster
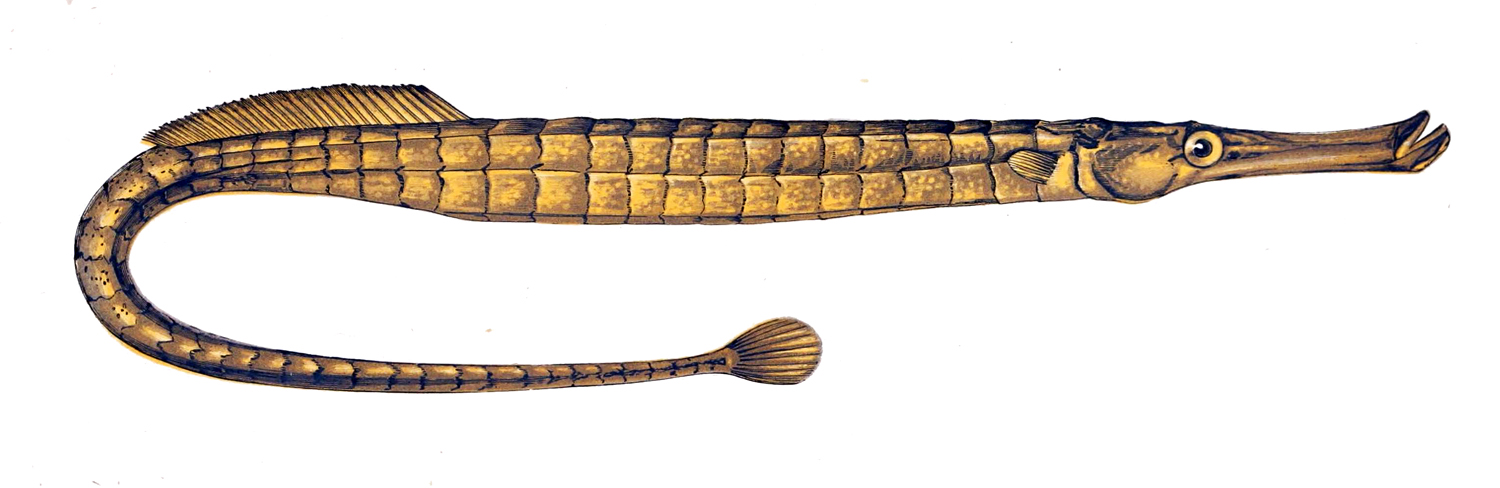
Dessin de Syngnathus typhle
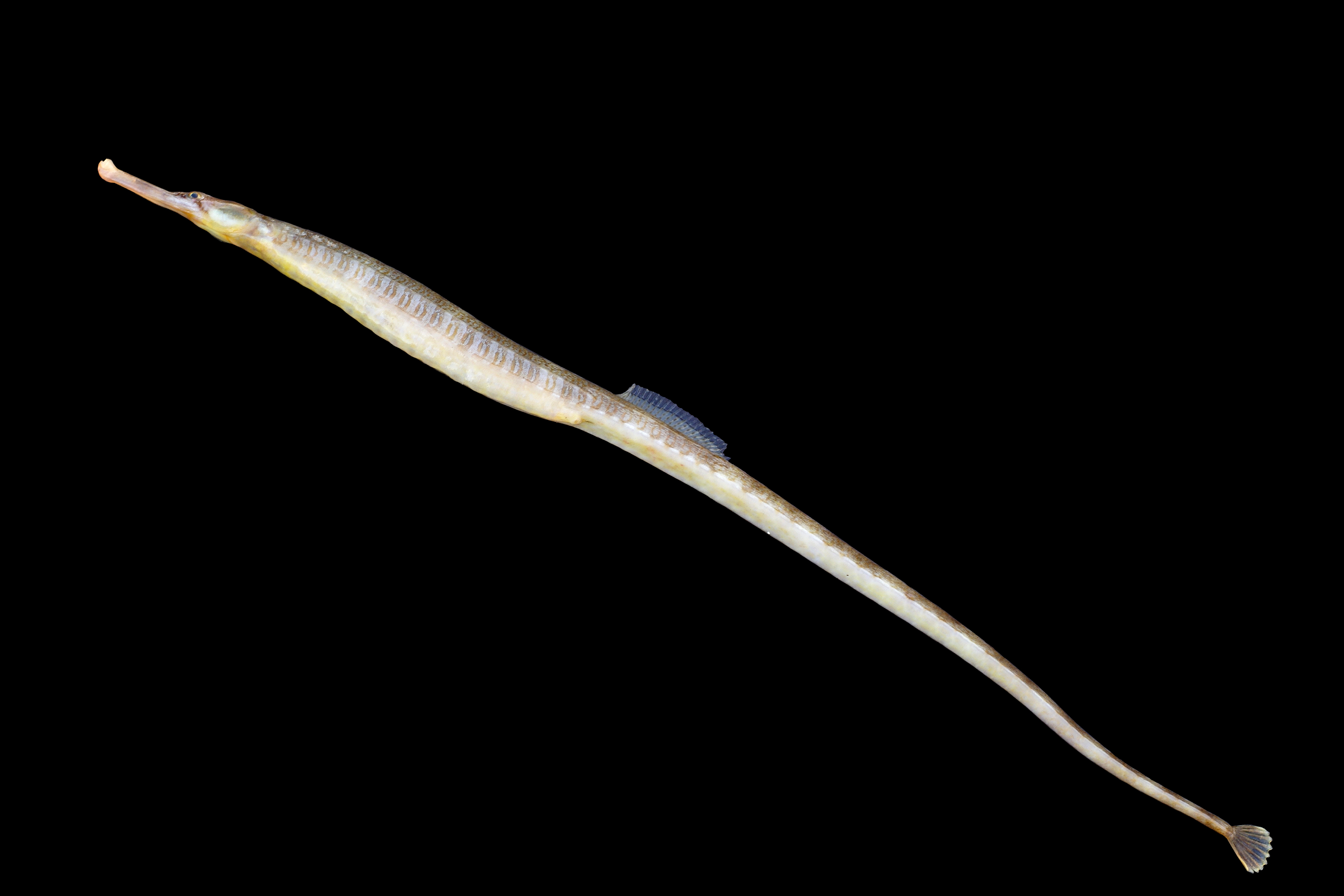
Syngnathus acus

## Écologie
Espèces benthiques fréquentant les fonds couverts de prairies de zostères ou de posidonies, ainsi que les fonds sablo-vaseux. Espèces vagiles (répartition de la surface jusqu'à une quinzaine de mètres de profondeur) et euryhalines (supportant des variations importantes de salinité).

## Liste des espèces
Selon World Register of Marine Species (21 décembre 2023) :
- Syngnathus abaster Risso, 1827
- Syngnathus acus Linnaeus, 1758 -- Syngnathe aiguille
- Syngnathus affinis Günther, 1870
- Syngnathus auliscus (Swain, 1882)
- Syngnathus californiensis Storer, 1845
- Syngnathus caribbaeus Dawson, 1979
- Syngnathus carinatus (Gilbert, 1892)
- Syngnathus chihiroe Matsunuma, 2017
- Syngnathus dawsoni (Herald, 1969)
- Syngnathus euchrous Fritzsche, 1980
- Syngnathus exilis (Osburn & Nichols, 1916)
- Syngnathus floridae (Jordan & Gilbert, 1882)
- Syngnathus folletti Herald, 1942
- Syngnathus fuscus Storer, 1839 -- Syngnathe brun
- Syngnathus insulae Fritzsche, 1980
- Syngnathus louisianae Günther, 1870
- Syngnathus macrobrachium Fritzsche, 1980
- Syngnathus macrophthalmus Duncker, 1915
- Syngnathus makaxi Herald & Dawson, 1972
- Syngnathus pelagicus Linnaeus, 1758
- Syngnathus phlegon Risso, 1827
- Syngnathus rostellatus Nilsson, 1855
- Syngnathus safina Paulus, 1992
- Syngnathus schlegeli Kaup, 1856
- Syngnathus schmidti Popov, 1927
- Syngnathus scovelli (Evermann & Kendall, 1896)
- Syngnathus springeri Herald, 1942
- Syngnathus taenionotus Canestrini, 1871
- Syngnathus tenuirostris Rathke, 1837
- Syngnathus texanus Gilbert, 2013
- Syngnathus typhle Linnaeus, 1758 -- Siphonostome
- Syngnathus variegatus Pallas, 1814
- Syngnathus watermeyeri Smith, 1963

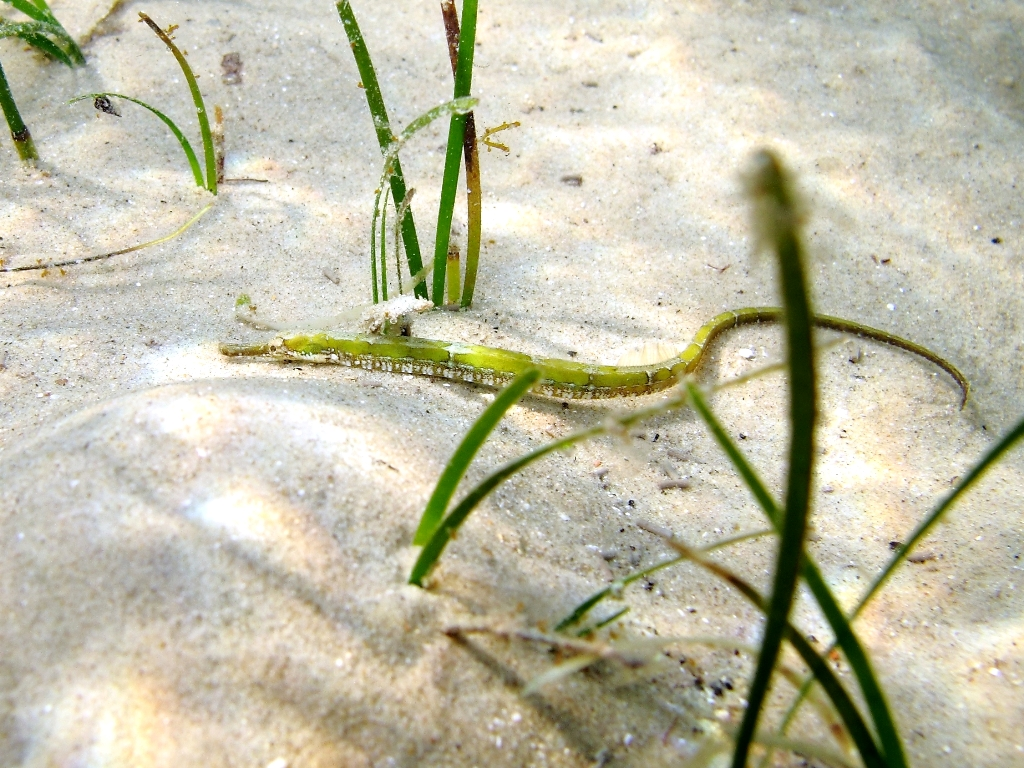
Syngnathus abaster
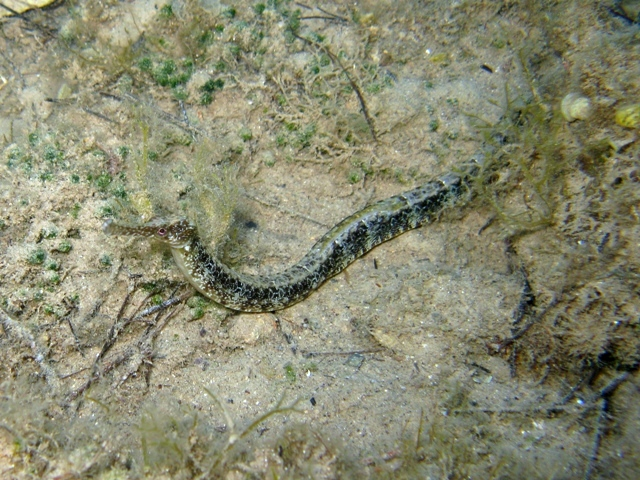
Syngnathus acus
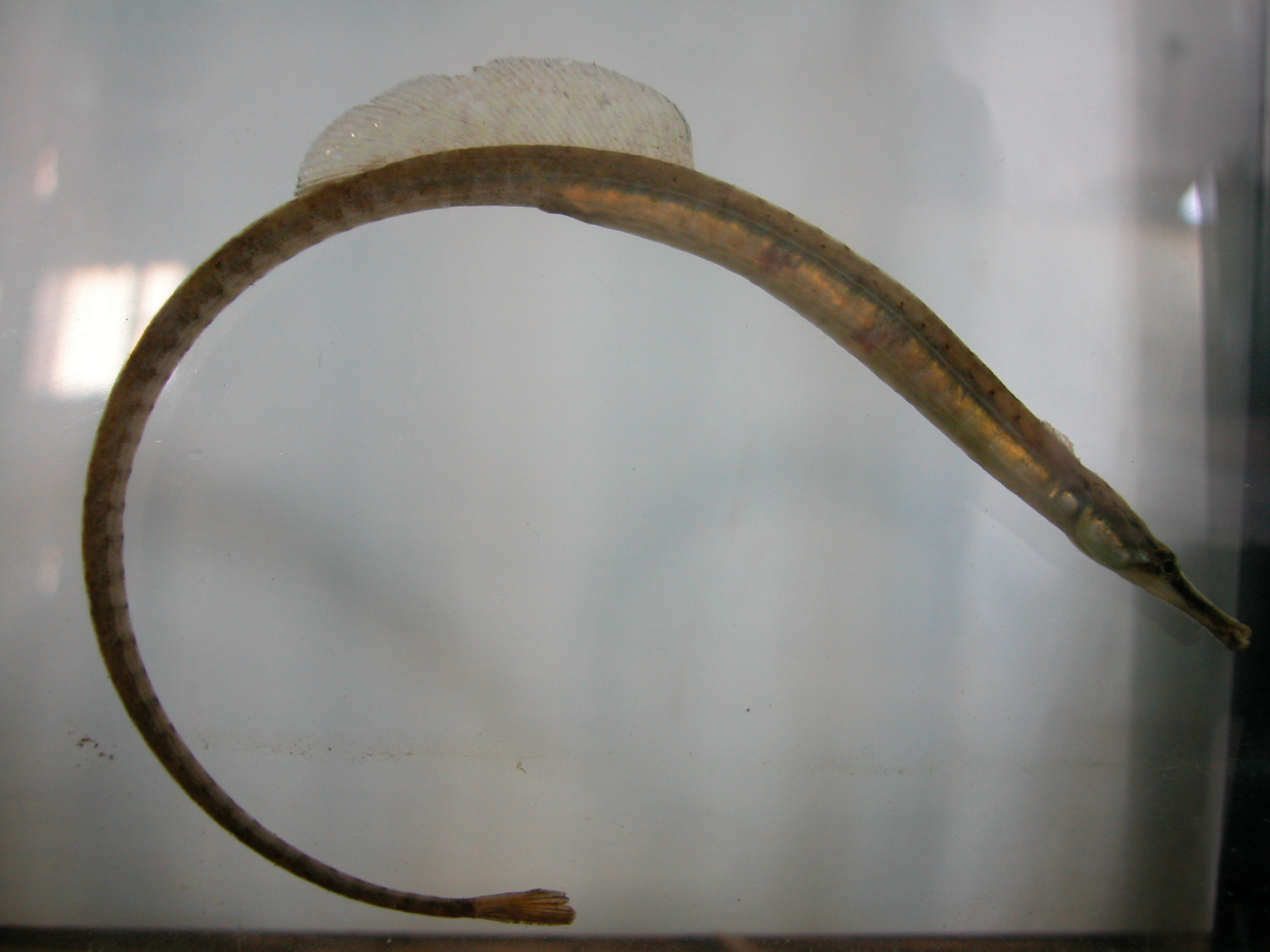
Syngnathus fuscus
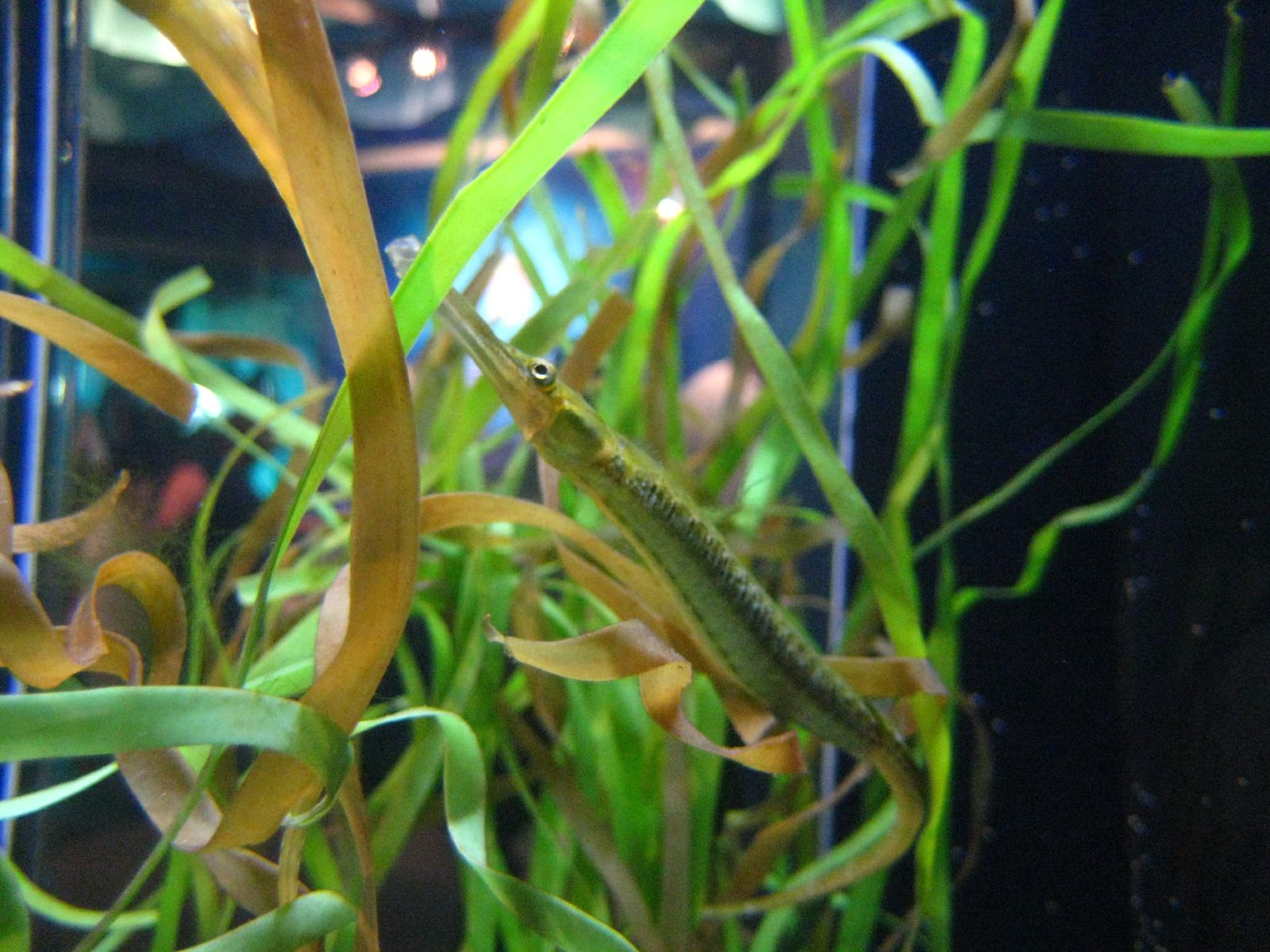
Syngnathus leptorhynchus
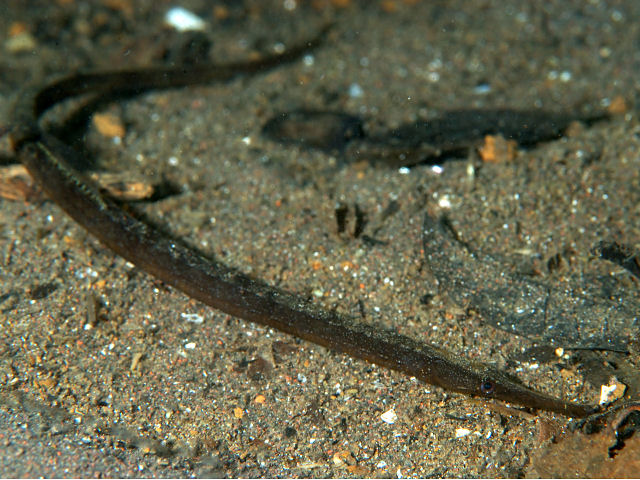
Syngnathus schlegeli
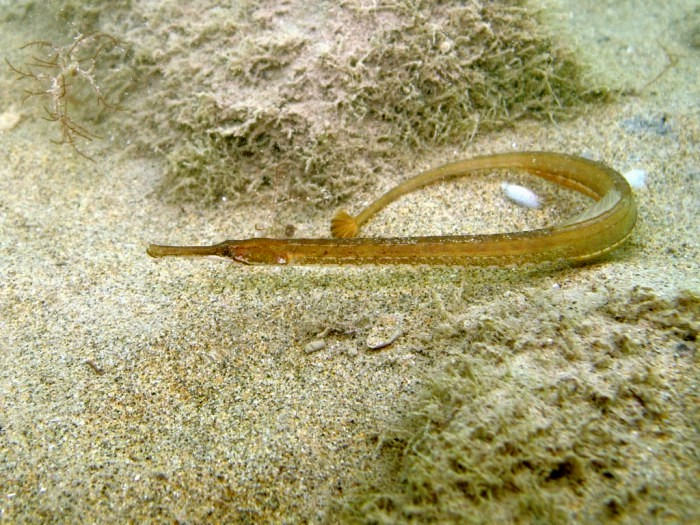
Syngnathus taenionotus
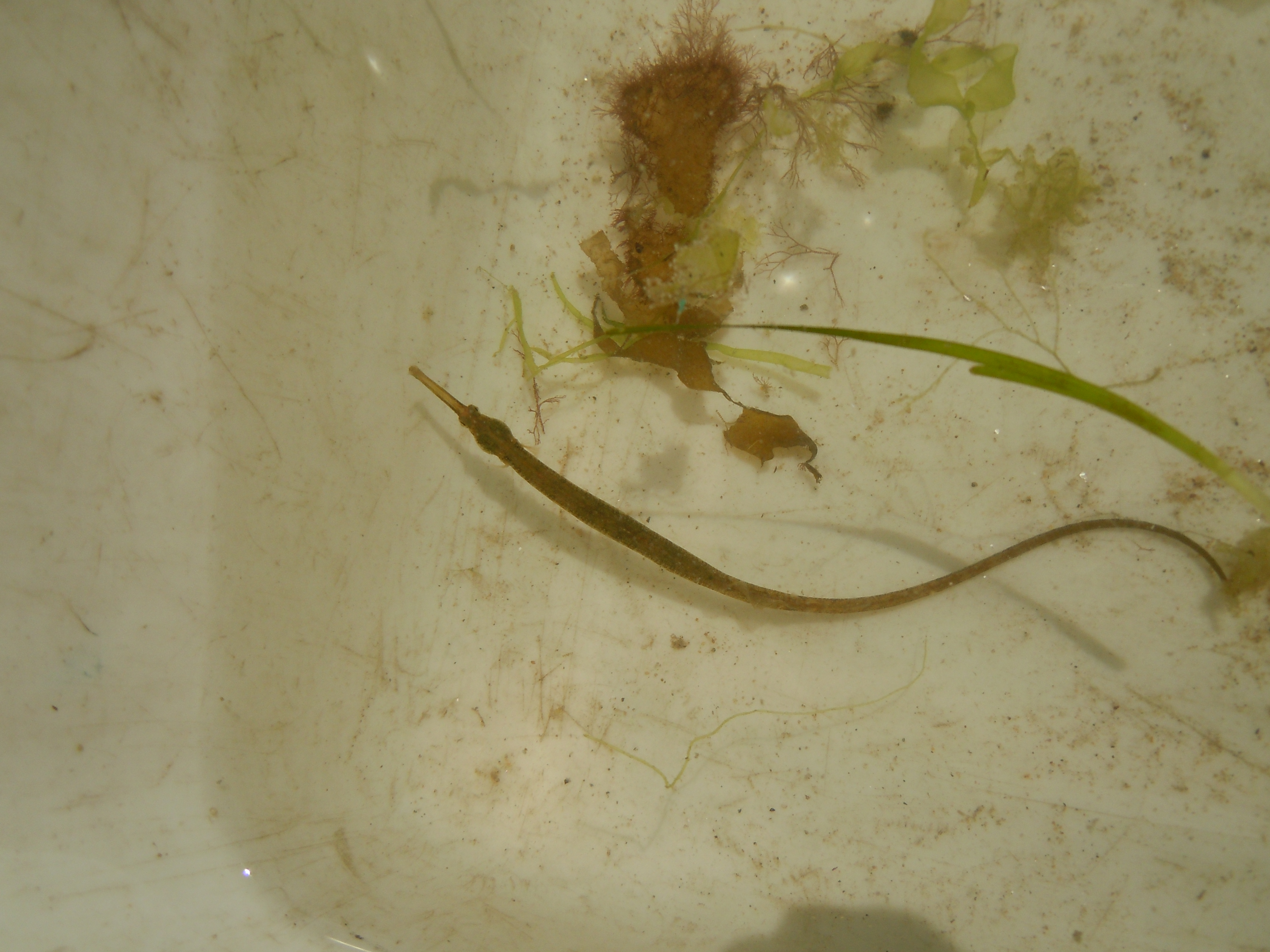
Syngnathus tenuirostris
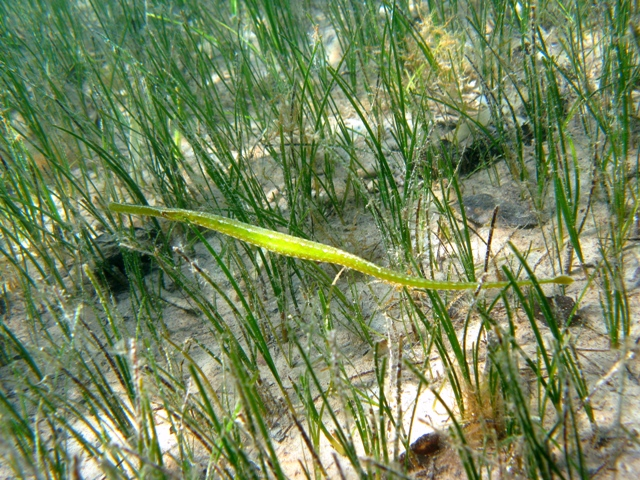
Syngnathus typhle